# 富士通研究所
この項目では、富士通株式会社の研究開発部門である富士通研究所（ふじつうけんきゅうしょ、英文名：FUJITSU RESEARCH）について説明しています。前身である株式会社富士通研究所（ふじつうけんきゅうしょ、英文社名：FUJITSU LABORATORIES LTD.）は、かつて存在した富士通グループの研究開発の中核をなす子会社です。

## 概要
富士通研究所（ふじつうけんきゅうしょ、英文名：FUJITSU RESEARCH）は、富士通の研究開発の中核を担う組織である。

## 沿革
- 1962年 富士通社内に研究部門として富士通研究所を創設。
- 1968年 分離独立して株式会社となる。
- 2021年 富士通に吸収合併。富士通の研究部門としてCTO直轄となる。

## 事業所
日本国内に神奈川県川崎市、厚木市に、日本国外にはアメリカ合衆国・中華人民共和国・イギリス・インド・イスラエルに研究拠点を持つ。

## 関係者
- 篠田傳（フェロー）
- 富田達夫（元取締役会長、元代表取締役社長）
- 三村高志（フェロー）
- 和田英一（東大名誉教授、1992年から2002年まで在籍）